# Skrattabborrtjärnen (Gideå socken, Ångermanland)
Skrattabborrtjärnen är en sjö i Örnsköldsviks kommun i Ångermanland och ingår i Husåns huvudavrinningsområde.